# Ōta Dōkan

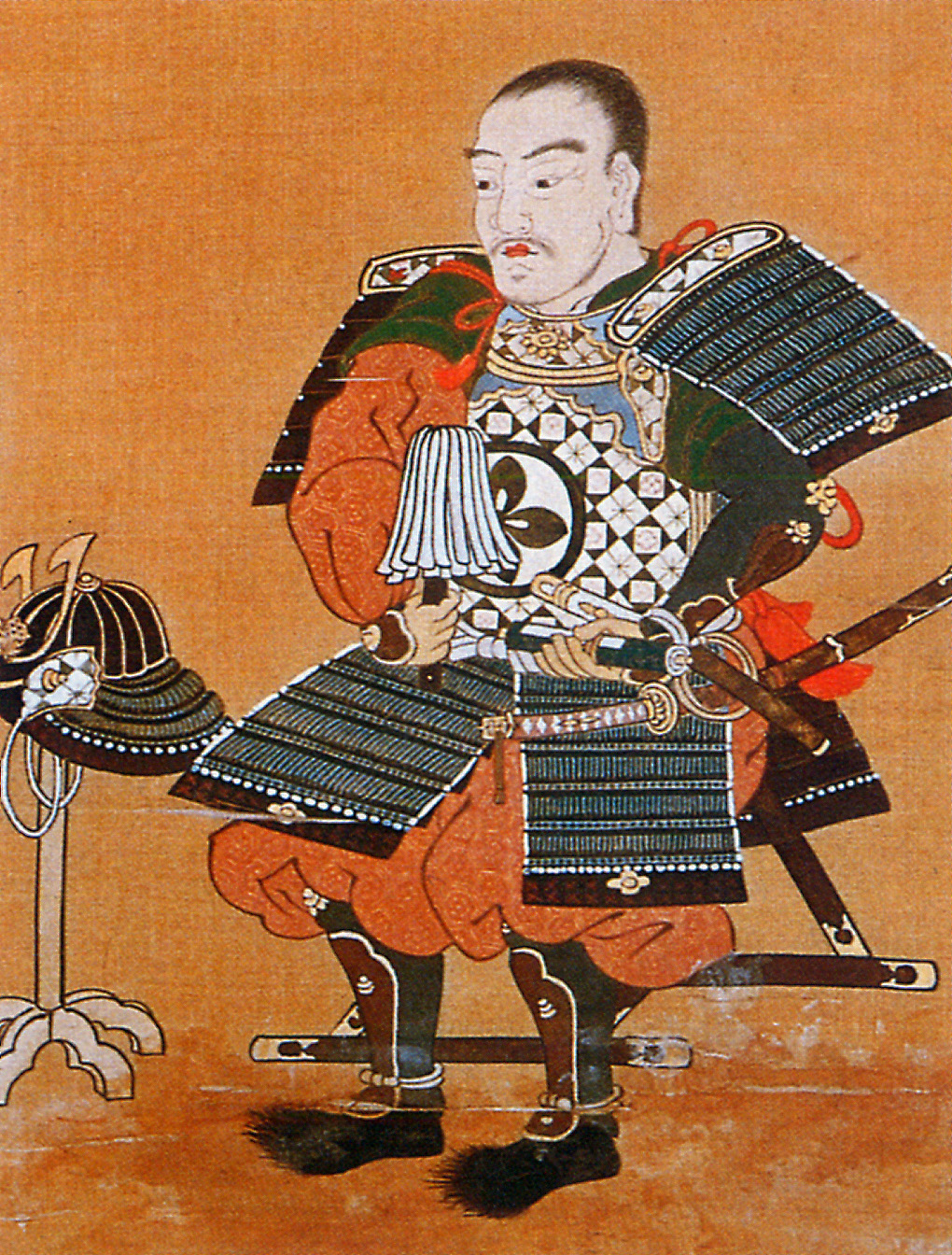
Retrato de Ōta Dōkan

Ōta Dōkan (太田道灌?   1432 - 1486), nacido como Ōta Sukenaga (太田資長?) fue un samurái japonés. Nació en una familia feudal de daimyō, descendientes de Minamoto no Yorimasa. Sirvió como vasallo de la rama Ōgigayatsu en la familia Uesugi. Ōta Dōkan tiene fama de haber sido un excelente estratega militar. Fue ejecutado tras ser acusado de deslealtad para con la familia Uesugi, cuando ésta pasaba por un período de conflictos internos. Es reconocido por haber construido el Castillo Edo en 1457.